# Центрум (Щецин)
Центрум — округ Щецина, названный по своему расположению в городе. Расположен в районе Средместье. 
Γраничит с округами: Средместье-Пулноц (на севере), Средместье-Захуд (на юго-востоке), Старе-Място (на востоке) и Нове-Място (на юге). 
Образован 28 ноября 1990 года. По состоянию на 3 июня 2021 года население района составляло 15 896 человек, площадь 1,03 км².

## Описание
Округ характеризуется звездообразной планировкой улиц с Грюнвальдской площадью, вероятно, вдохновленной площадью Шарля-де-Голля в Париже. Наряду со старыми зданиями (Дом на Силезской улице, 38 и др.) в центре есть и современные высотные здания и жилые комплексы. Доминантой района является небоскреб «Пазим» на площади Родла. В районе также расположен парк Владислава Андерса. Благодаря своему расположению, Центрум является административным, экономическим и культурным центром, в котором традиционно располагается ряд офисов и учреждений, несколько начальных и средних школ.

## Достопримечательности
- Дом на улице Пилсудского, 7 входит в Реестр памятников Польши.
- Дом на улице Мальчевского, 34, объект культурного наследия Щецина.

## Транспорт
Центрум является важным транспортным узлом, который обслуживается рядом автобусных и трамвайных линий.

## Объекты

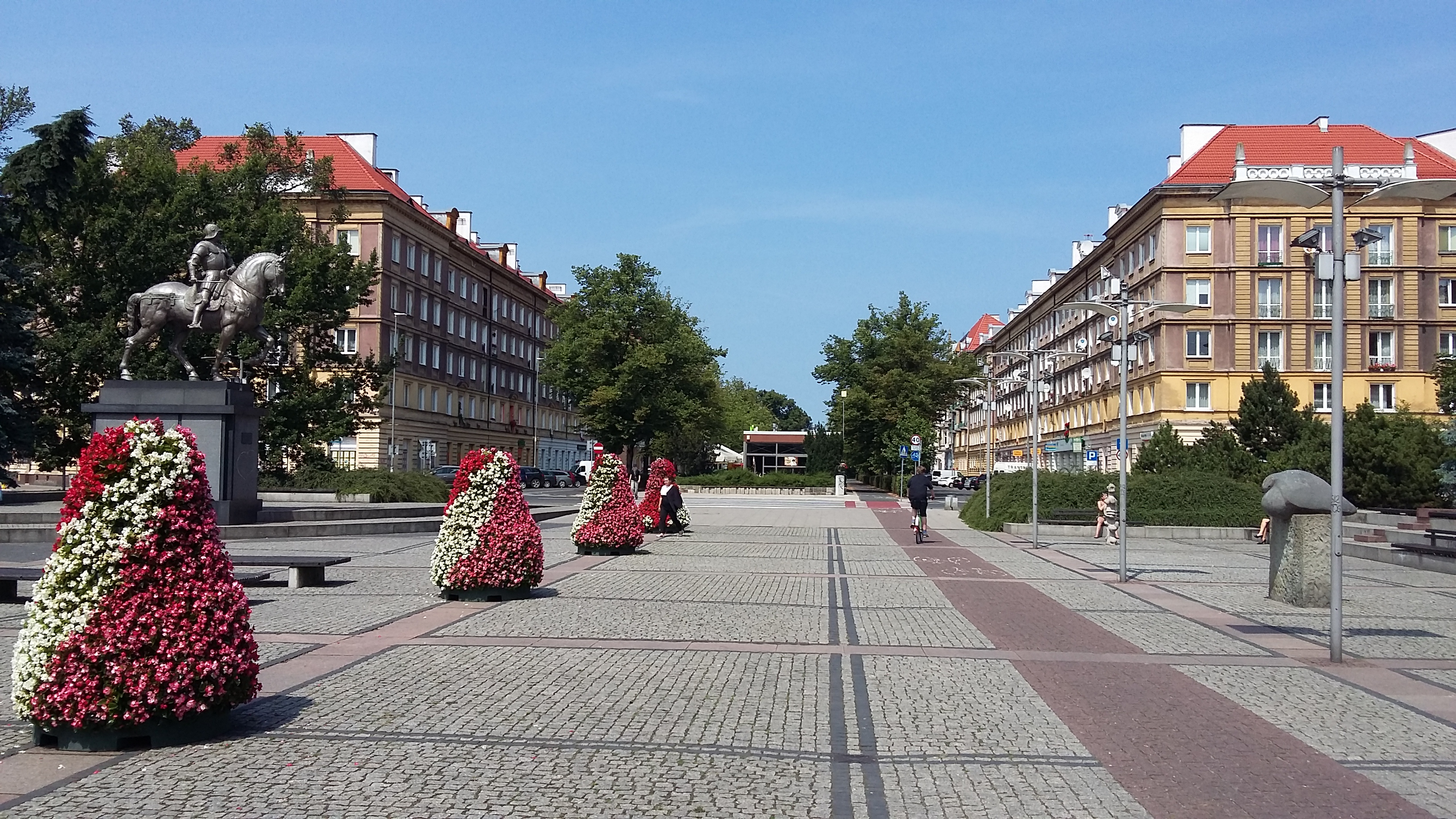
Внутригородской жилой район — первый послевоенный жилой комплекс в городе.
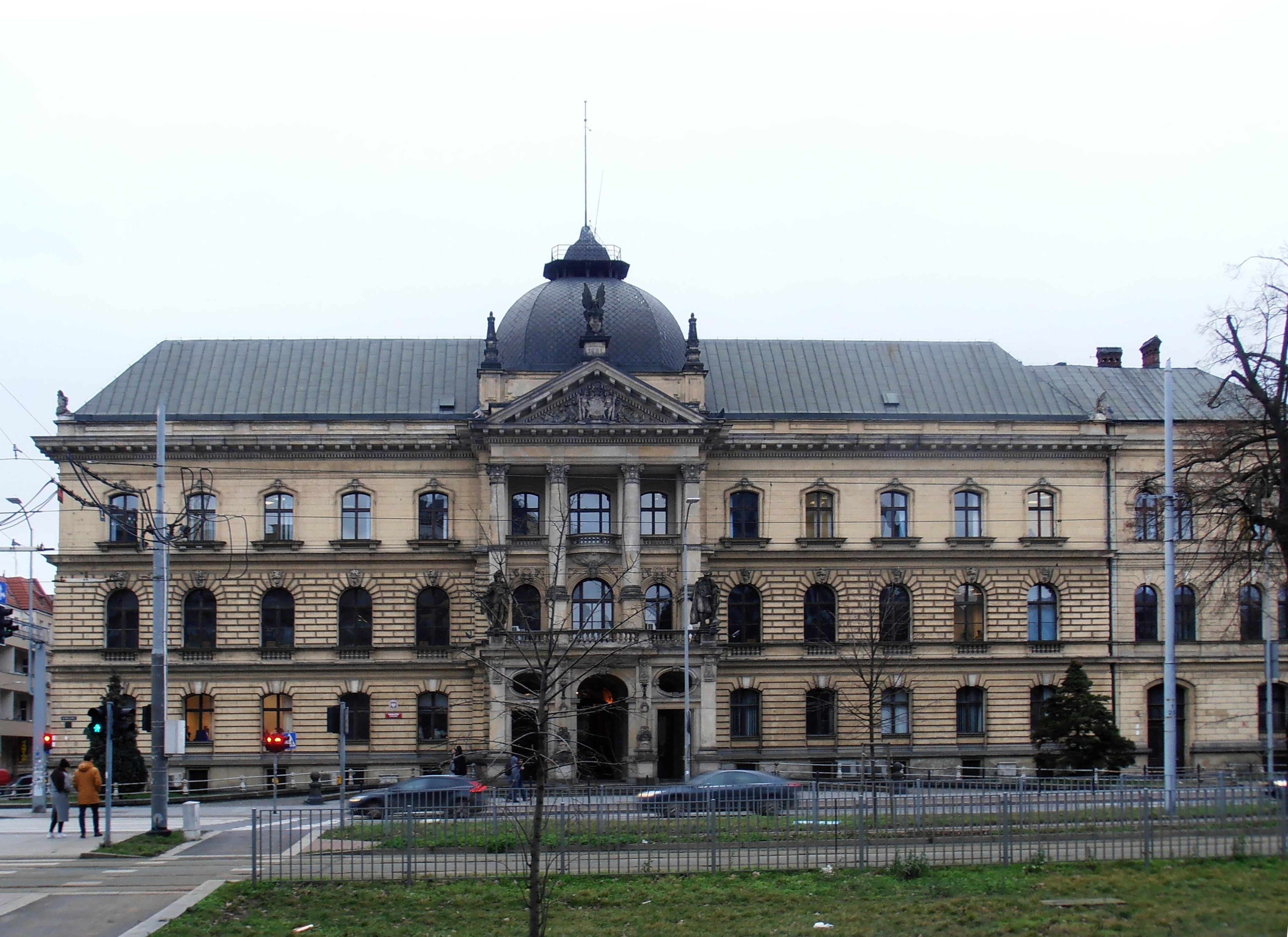
Дворец Померанского кредитного общества
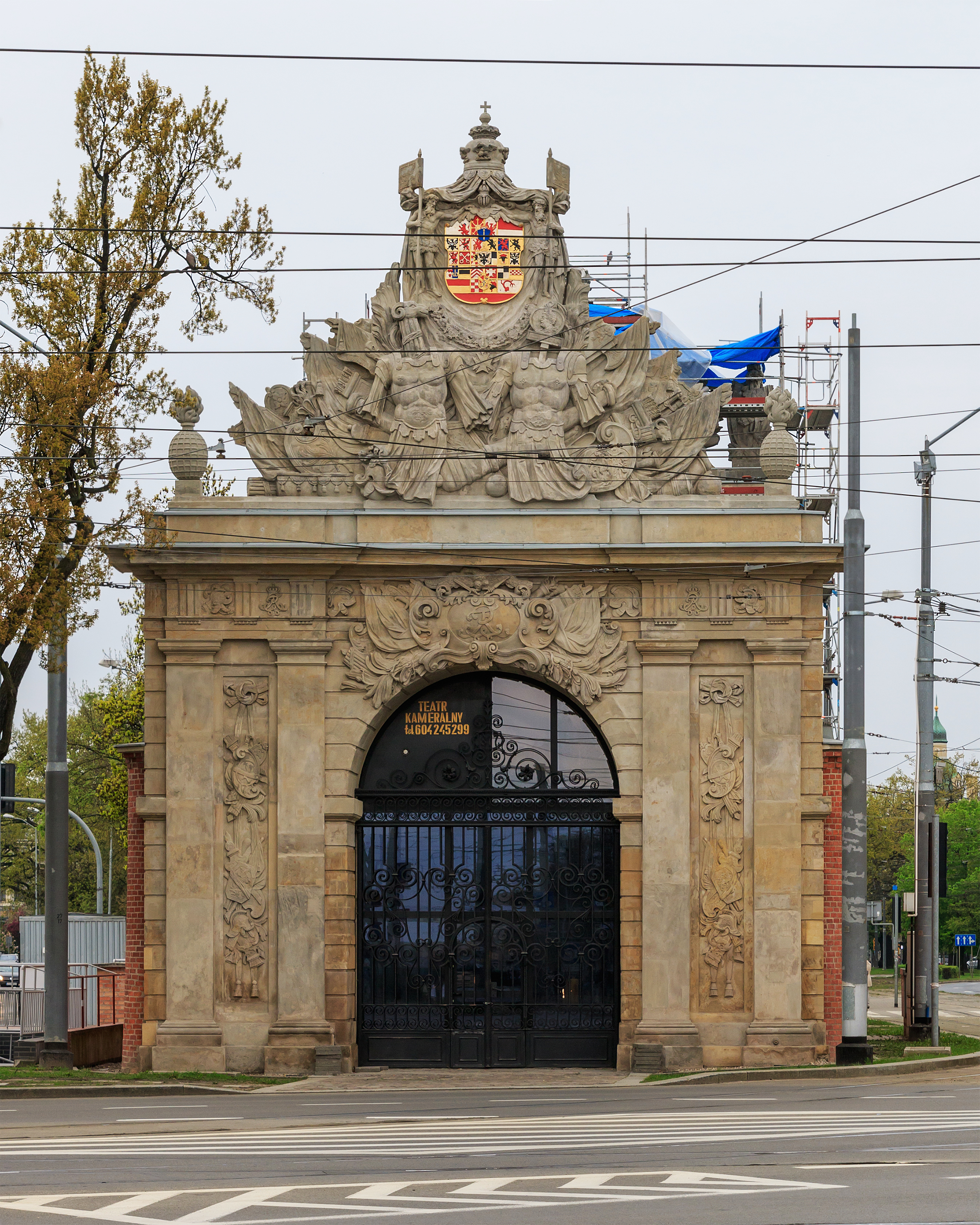
Портовые ворота
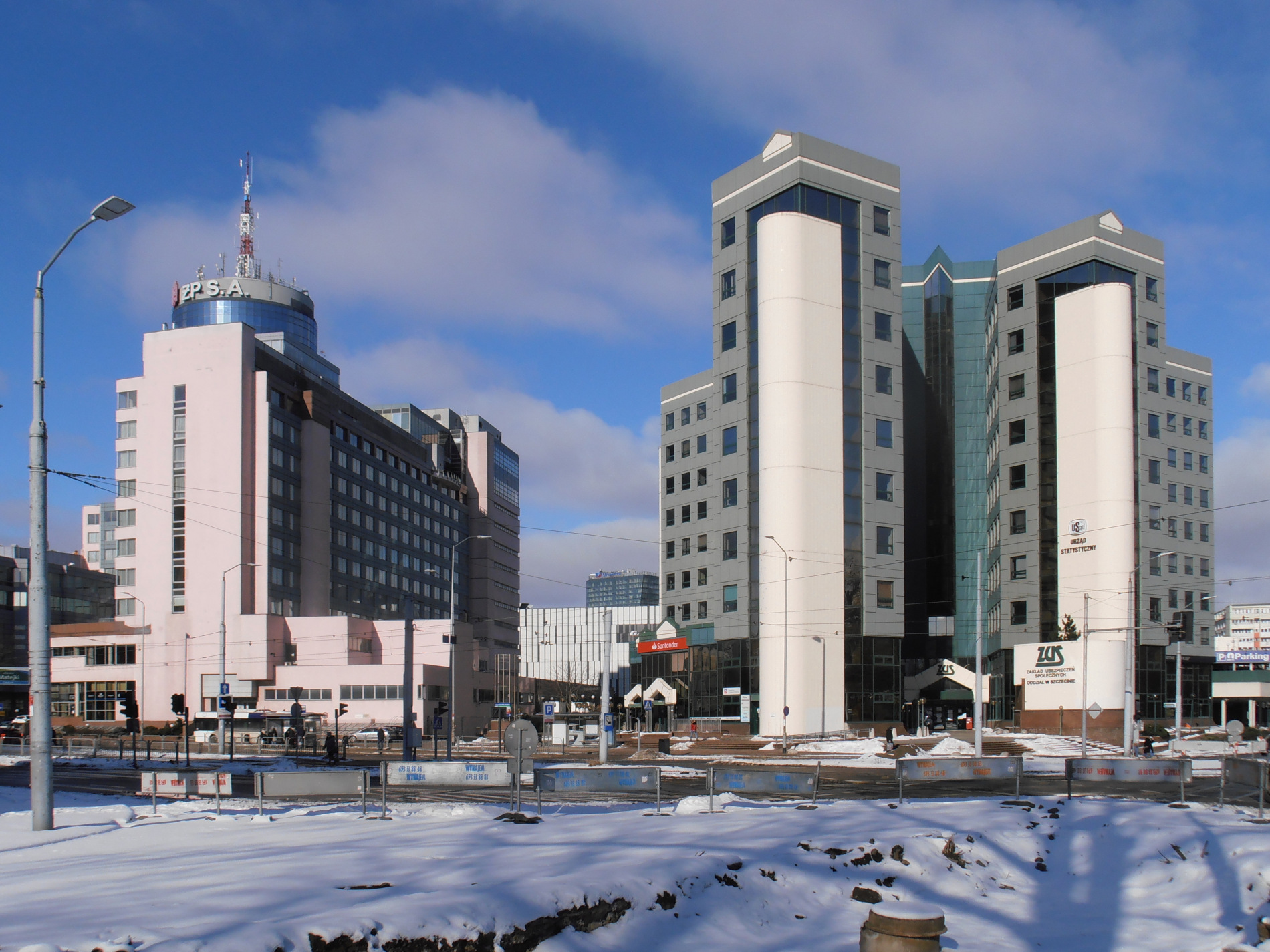
Небоскреб «Pazim», отель «Radisson SAS» и Управление социального страхования
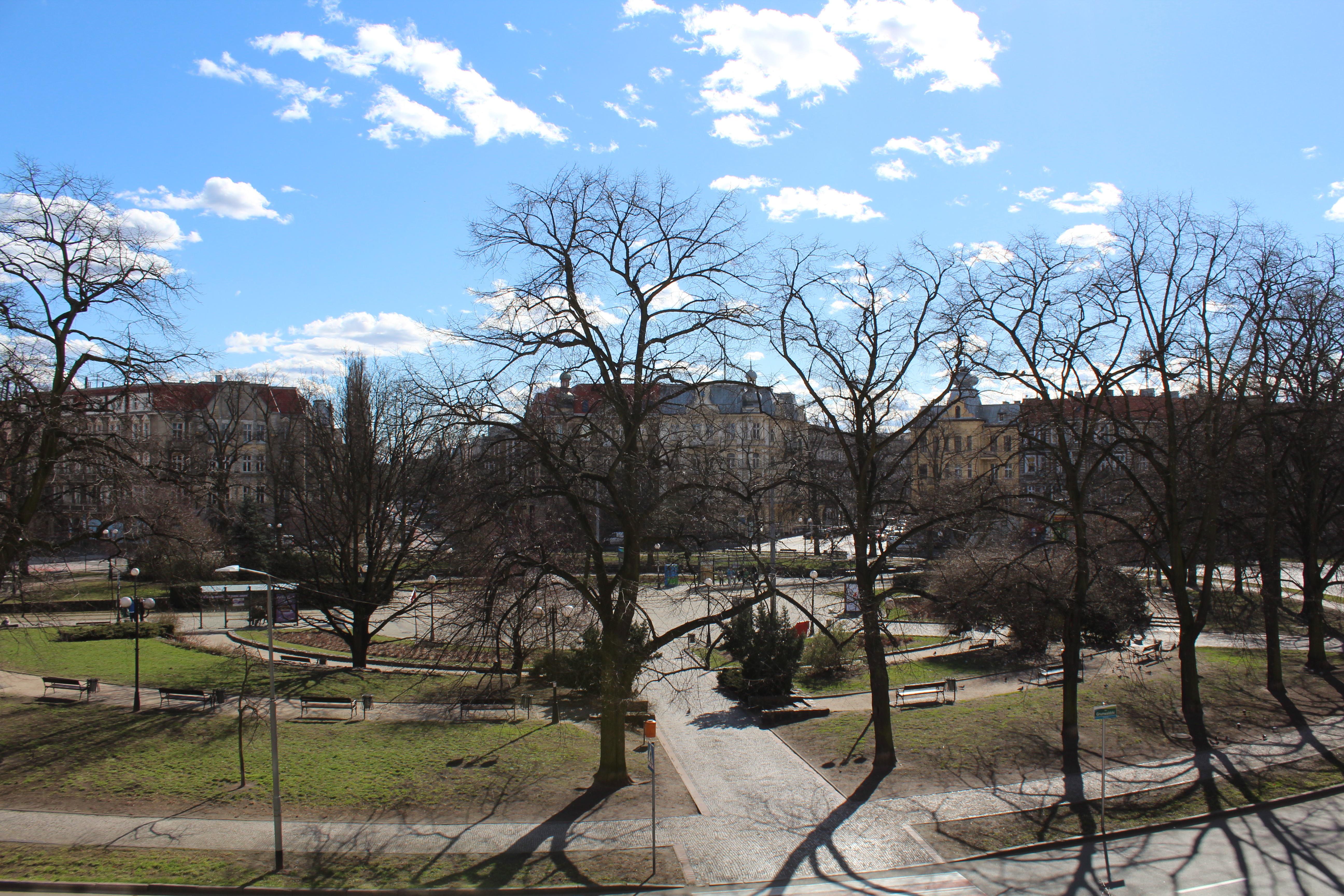
Грюнвальдская площадь
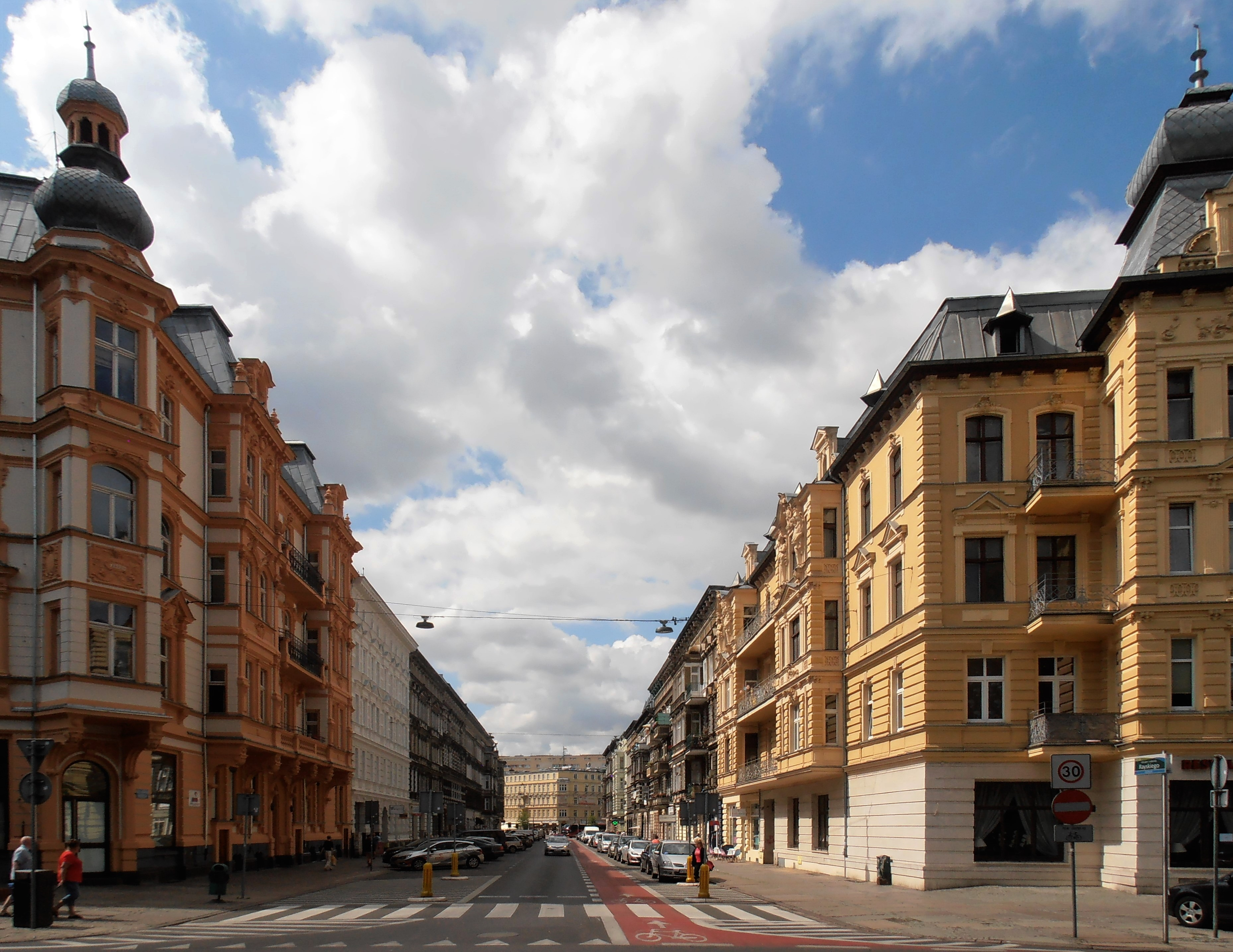
Улица Генерала Людомила Райского
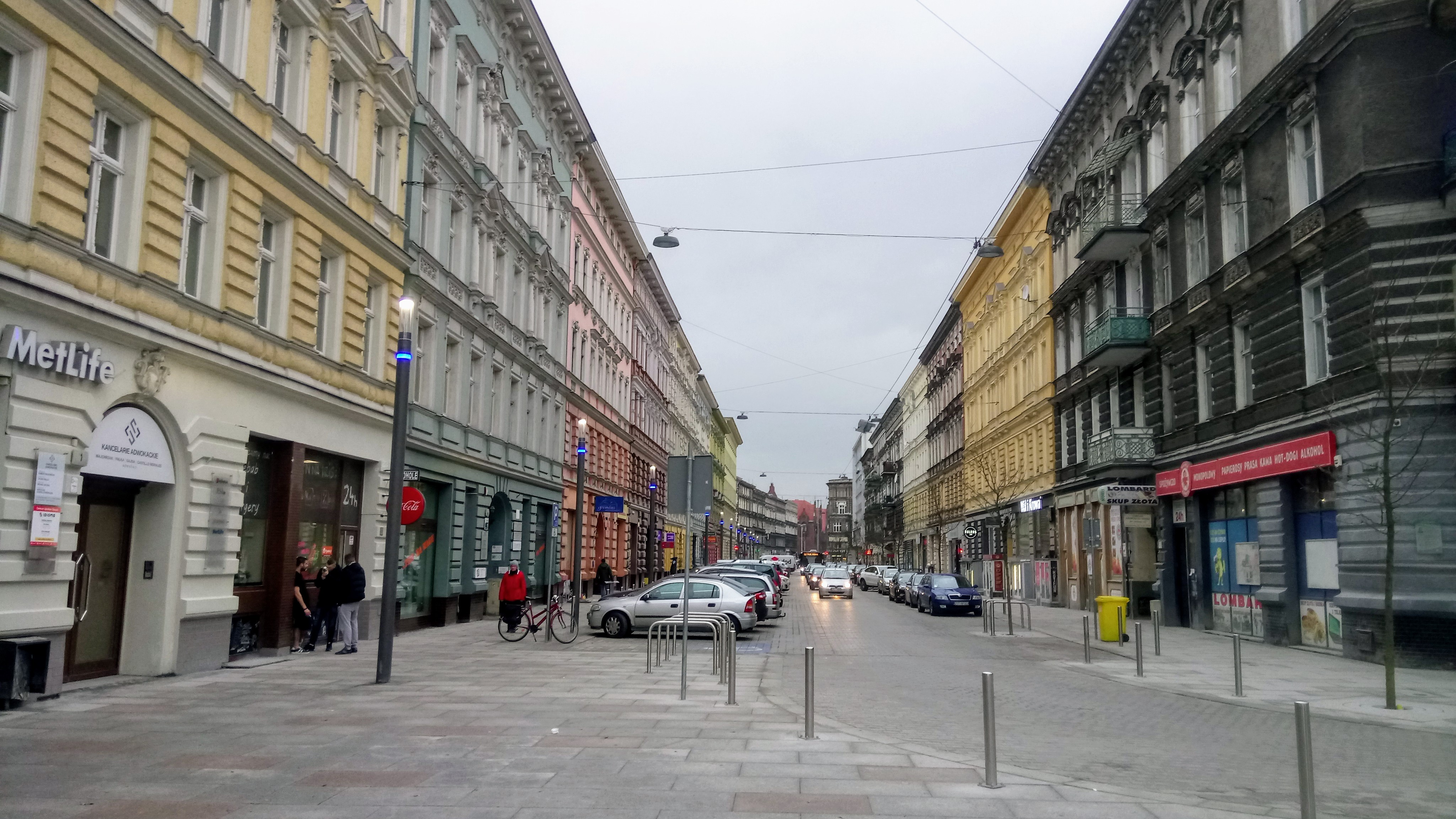
Ягеллонская улица
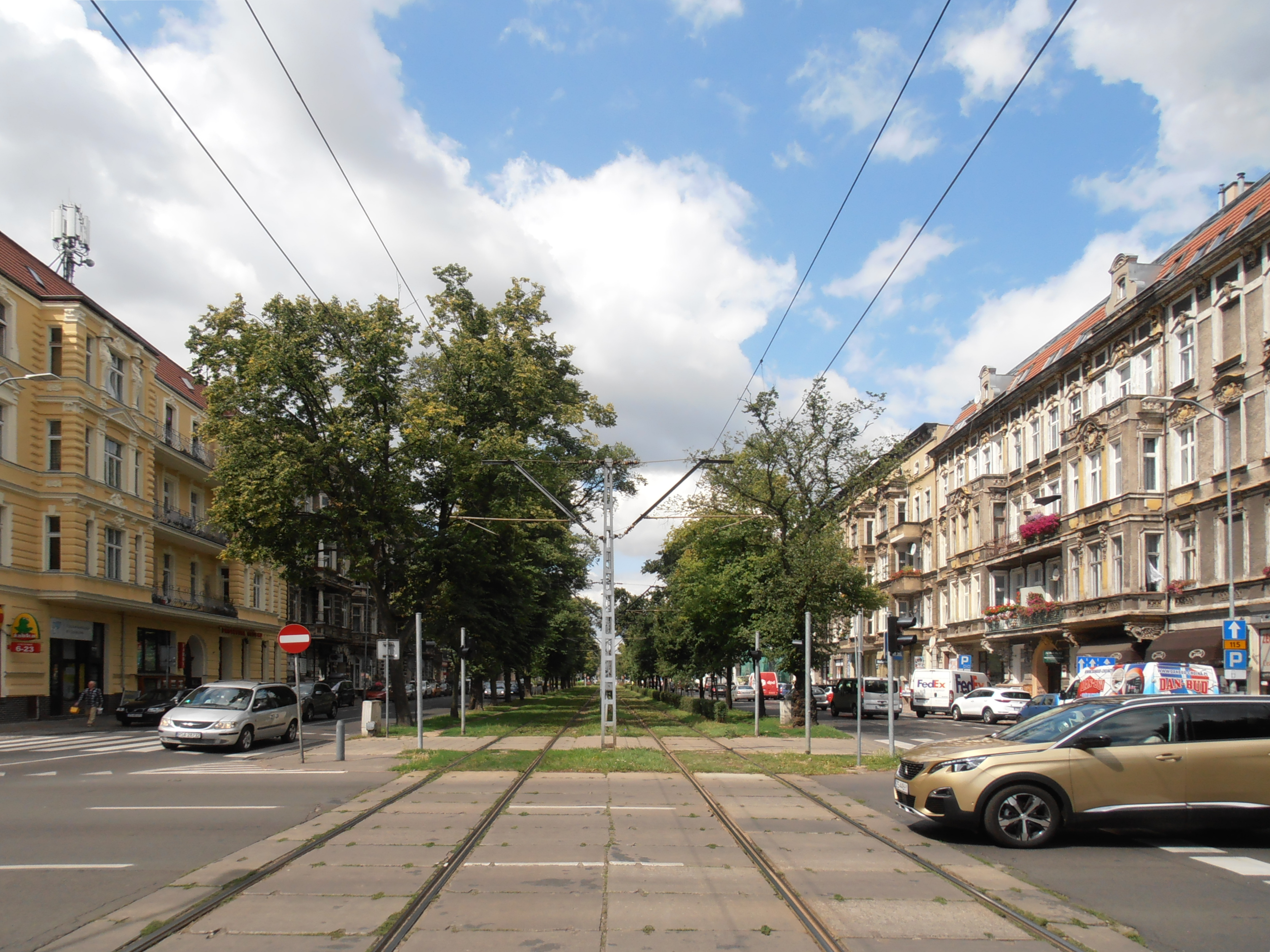
Улица Маршала Юзефа Пилсудского